# Башле, Гийом
Гийом Башле (род. 13 июля 1974[…], Эльбёф) — французский политик, депутат Национального собрания Франции.

## Биография
Родился 13 июля 1974 года в Эльбёфе (департамент Приморская Сена). Член Социалистической партии.
Представитель левого крыла Социалистической партии, Гийом Башле в 1997 году становится советником Лорана Фабиуса, затем работает в партийных структурах — в 2007 году становится членом национального бюро Социалистической партии, национальным секретарем по вопросам промышленности и новых информационных технологий. Является одним из «перьев» Социалистической партии.
В 2008 году Гийом Башле был избран в Генеральный совет департамента Приморская Сена от кантона Кодбек-лез-Эльбёф, в 2010 году — в Совет региона Верхняя Нормандия; с 2010 по 2012 годы был вице-президентом Совет региона. Во время праймериз социалистов в 2011 году Гийом Башле поддерживал Мартин Обри, затем перешел в команду Франсуа Олланда и активно участвовал в его президентской кампании 2012 года. В том же году стал заместителем Лорана Фабиуса как кандидата социалистов, а затем депутата Национального собрания по 4-му избирательному округу департамента Приморская Сена. После назначения Фабиуса на пост министра иностранных дел занял его место в Национальном собрании.
На выборах в Национальное собрание в 2017 году Гийом Башле баллотировался по 4-му избирательному округу департамента Приморская Сена как кандидат социалистов, занял с 18,95 % голосов третье место в 1-м туре и сдал мандат депутата Национального собрания.

## Политическая карьера
09.03.2008 — 20.04.2010 — член Генерального совета департамента Приморская Сена от кантона Кодбек-лез-Эльбёф 

27.03.2010 — 12.10.2012 — вице-президент Совета региона Верхняя Нормандия 

12.10.2012 — 13.12.2015 — член Совета региона Верхняя Нормандия 

22.07.2012 — 20.06.2017 — депутат Национального собрания Франции от 4-го избирательного округа департамента Приморская Сена 